# Berlenga Grande
Berlenga Grande es la mayor de las islas del archipiélago de las Berlengas, a lo largo del cabo Carvoeiro, en la costa de Portugal, cerca de la ciudad de Peniche. Con una superficie de aproximadamente 78,8 ha, es la única habitable por el hombre, que ha sido visitada desde cerca de mil años antes de Cristo. Es denominada también como Isla de Sueño (Ilha de Sonho) e Isla de Saturno (Ilha de Saturno) por los geógrafos de la antigüedad, fue visitada anteriormente por los vikingos, árabes así como los corsarios franceses e ingleses.

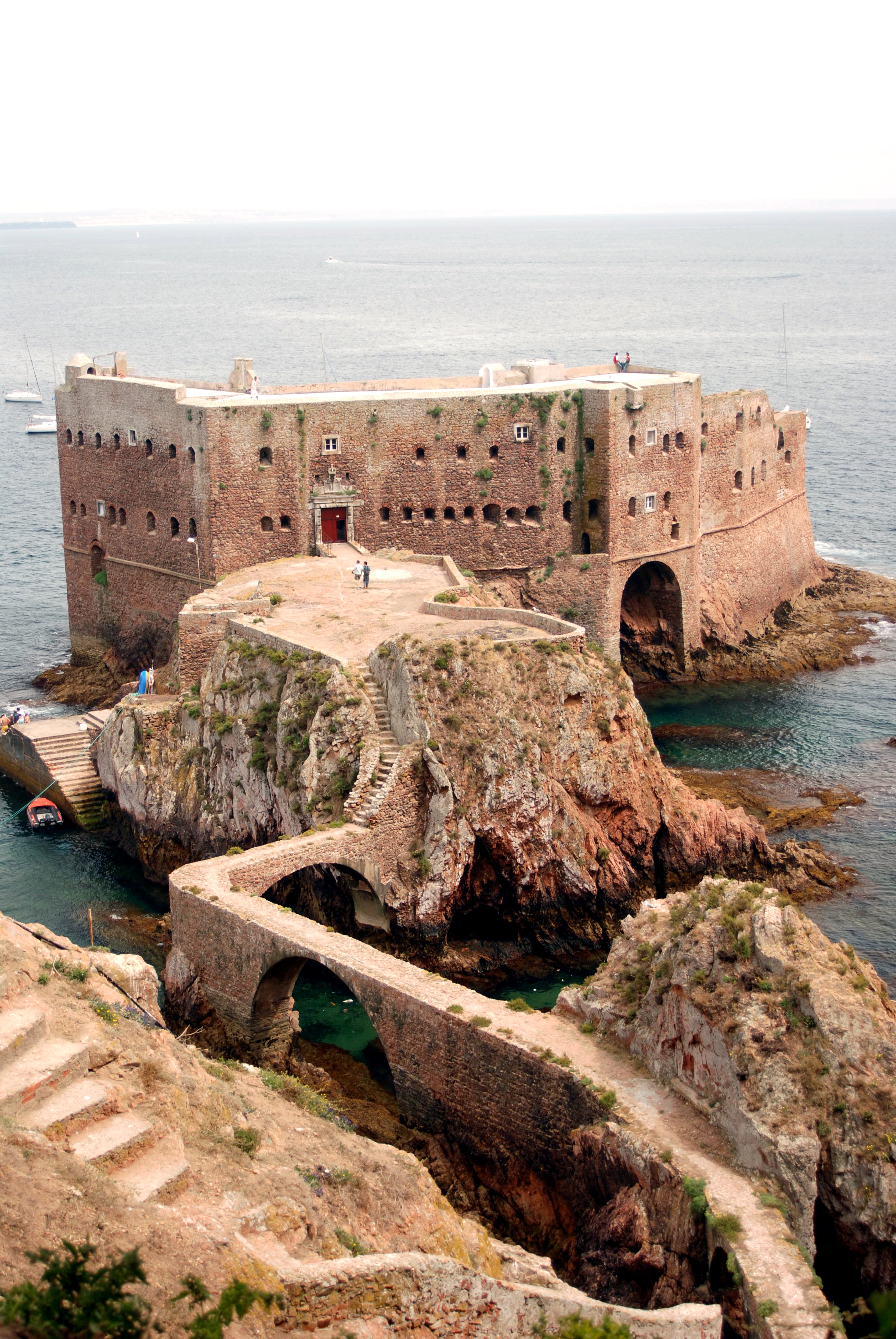
Fuerte de Berlanga Grande.

En 1513, los monjes de la Orden de San Jerónimo fundaron un Monasterio de la Misericordia, siendo vencidos por las inclemencias del terreno y por los ataques de los corsarios que asolaban las costas de la península ibérica. Del antiguo establecimiento monástico, existen hoy en día apenas algunos muros y piedras sueltas, donde, en la década de 1950, fue construido un restaurante (actualmente: Mar e Sol).
Para preservar las condiciones ambientales de la zona, el acceso y tránsito por el archipiélago de las Berlengas está limitado a un número máximo de visitantes diarios.
Las Berlengas pertenecen al municipio de Peniche, distrito de Leiría, Centro-Oeste de Portugal.
- Datos: Q2897238
- Multimedia: Berlenga Grande / Q2897238